# Outside the Loop, Stupendo Sensation
Outside the Loop, Stupendo Sensation è il secondo album del gruppo alternative rock italiano Meganoidi, pubblicato nel 2003.

## Descrizioni
Il secondo lavoro dei Meganoidi segna un netto cambiamento nello stile e nei contenuti. Abbandonati quasi del tutto i ritmi ska, il lavoro presenta delle sonorità che mischiano rock e punk, a parti fiati.
L'album si apre con una traccia strumentale che introduce a Inside the Loop. Il titolo dell'ultimo brano Zeta Reticoli fa riferimento ad alcune teorie ufologiche riguardanti un sistema solare chiamato appunto Zeta Reticuli.

## Tracce
1. The Beginning – 1:07
2. Inside the Loop – 3:14
3. For Those Who Lie Awake (Let's Go) – 4:01
4. The Penguin Against Putrid Powell – 2:46
5. Mr. Sullivan – 3:46
6. It's Just Like – 3:20
7. Seven Years Ago – 3:08
8. La fine – 3:34
9. 1999 – 3:38
10. Another Day – 3:16
11. M.R.S. – 2:01
12. Zeta Reticoli – 4:53

## Formazione
- Davide Di Muzio - voce
- Mattia Cominotto - chitarra
- Luca Guercio - tromba, chitarra
- Riccardo Armeni - basso
- Fabrizio Sferrazza - sassofono, sintetizzatore
- Saverio Malaspina - batteria